# The Bermuda Triangle
The Bermuda Triangle (O Triângulo Diabólico das Bermudas) é um filme de 1978 dirigido por René Cardona Jr. Baseado no livro de 
Charles Berlitz, O Triângulo das Bermudas.
O filme estreou em Portugal a 19 de Outubro 1979.

## Sinopse
Um arqueólogo e  um médico, acompanhados das respectivas famílias, alugam um iate e dirigem-se para o Triângulo das Bermudas. Quando chegam começam a suceder factos estranhos. 

## Elenco
John Huston: Edward
Gloria Guida: Michelle
Marina Vlady: Kim
Hugo Stiglitz: Mark Briggs 
Carlos East: Peter
Claudine Auger: Sybill
René Cardona III: Dave
Miguel Angel Fuentes: Gordon